# Saint-Pierre-en-Auge
Saint-Pierre-en-Auge é uma comuna francesa na região administrativa da Normandia, no departamento de Calvados. Estende-se por uma área de 144,97 km². Em 2010 a comuna tinha 7 831 habitantes (densidade: 54 hab./km²).
A municipalidade foi estabelecida em 1 de janeiro de 2017 e consiste na fusão das antigas comunas de Saint-Pierre-sur-Dives, Boissey, Bretteville-sur-Dives, Hiéville, Mittois, Montviette, L'Oudon, Ouville-la-Bien-Tournée, Sainte-Marguerite-de-Viette, Saint-Georges-en-Auge, Thiéville, Vaudeloges e Vieux-Pont-en-Auge.  A comuna tem sua prefeitura em Saint-Pierre-sur-Dives.